# Fútbol en Tuvalu
El fútbol de asociación es el deporte más popular en Tuvalu. El fútbol en Tuvalu es gobernado por la Asociación Nacional de Fútbol de Tuvalu (TNFA). La TNFA se hizo un miembro asociado de la Confederación de Fútbol de Oceanía (OFC) el 15 de noviembre de 2006. La TNFA ha querido ser miembro de la FIFA desde 1987.
Su mayor logro fueron victorias contra la Samoa Americana (4-0) y Samoa (3-0) en los Juegos del Pacífico de 2011 bajo el técnico holandés Foppe de Haan.
En septiembre de 2008, el primer ministro de Tuvalu, Apisai Ielemia, y el presidente de la Asociación de Fútbol de Tuvalu, Tapugao Falefou, visitaron las sedes de la FIFA en Zúrich, con la esperanza de obtener una membresía completa en la organización. Sin embargo, la falta de instalaciones de fútbol en Tuvalu sigue siendo un obstáculo importante para la membresía de la FIFA. Tuvalu solo tiene un estadio y no tiene campos de entrenamiento ni hoteles para los equipos visitantes y los aficionados.

## Competiciones
- División-A
- División-B
- Copa Independencia
- Copa NBT
- Juegos de Tuvalu
- Copa Navidad

## Fútbol en los juegos de Tuvalu
El fútbol ha sido un evento regular en los Juegos de Tuvalu, y es una competencia organizada por la Asociación Nacional de Fútbol de Tuvalu (TNFA). A veces también se llama la Copa Tuvalu.
El torneo comenzó en la temporada 2008. Los primeros campeones fueron el FC Manu Laeva .
Los campeones de 2013 fueron FC Tofaga. Ganaron la final contra Nauti FC 1–0, con Etimoni Timuani anotando el único gol.

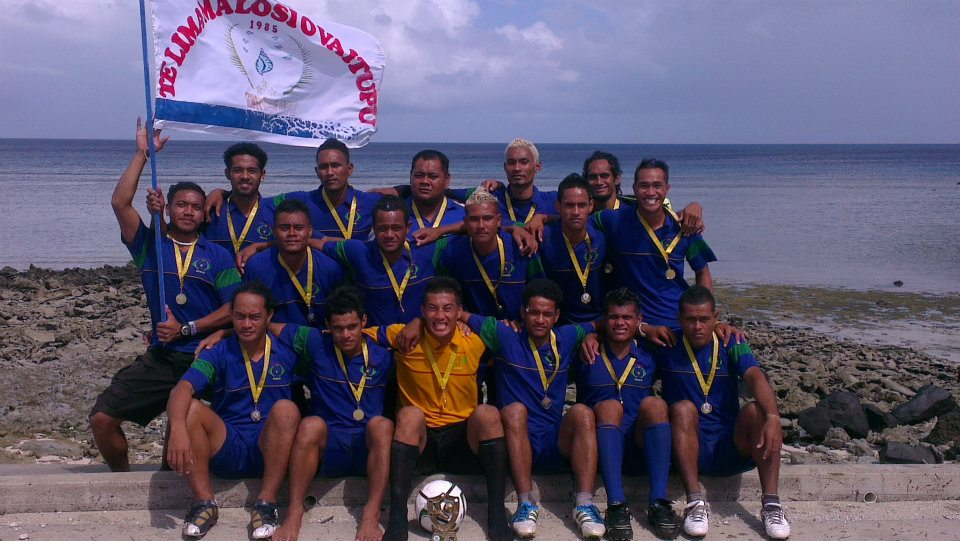
Tofaga A ganadores de los juegos de Tuvalu 2012.

| Año  | Ganador       | Subcampeón     | Puntuación |
| ---- | ------------- | -------------- | ---------- |
| 2008 | FC Manu Laeva | Lakena United  | 1-0        |
| 2009 | FC Manu Laeva | FC Tofaga      | 3–1        |
| 2010 | FC Tofaga     | Nauti FC       | 2–1        |
| 2011 | FC Manu Laeva | FC Tofaga      | 3–1        |
| 2012 | FC Tofaga     | Tamanuku       | 2–1        |
| 2013 | FC Tofaga     | Nauti FC       | 1–0        |
| 2014 | FC Manu Laeva | Ha'apai United | 2-0        |

| Pos. | Club          | # Victorias | Años ganadores         |
| ---- | ------------- | ----------- | ---------------------- |
| 1    | FC Manu Laeva | 4 4         | 2008, 2009, 2011, 2014 |
| 2    | FC Tofaga     | 3           | 2010, 2012, 2013       |

### Torneo de mujeres

#### Resultados
| Año  | Ganador  | Subcampeón | Puntuación |
| ---- | -------- | ---------- | ---------- |
| 2010 | Tamanuku | Tofaga     | 1-0        |
| 2011 | Tamanuku | Tofaga     | 1-0        |
| 2012 | Tamanuku | Nauti      | 1–1 (3–1)  |
| 2013 | Nauti    | Nui        | 0–0 (3–2)  |
| 2014 | Nui      | Niutao     | 1-0        |

| Pos. | Club     | # Victorias | Años ganadores   |
| ---- | -------- | ----------- | ---------------- |
| 1    | Tamanuku | 3           | 2010, 2011, 2012 |
| 2    | Nauti    | 1           | 2013             |
| 2    | Nui      | 1           | 2014             |

### Torneo de equipos B masculino

#### Resultados
| Año  | Ganador         | Subcampeón      | Puntuación |
| ---- | --------------- | --------------- | ---------- |
| 2012 | Lakena United B | Manu Laeva B    | 2-0        |
| 2013 | Tofaga B        | Lakena United B | 1-0        |
| 2014 | Nauti B         | Tofaga B        | 1-0        |

#### Número de títulos: equipos B
|   | Club            | # Victorias | Años ganadores |
| - | --------------- | ----------- | -------------- |
| 1 | Lakena United B | 1           | 2012           |
| 1 | Tofaga B        | 1           | 2013           |
| 1 | Nauti B         | 1           | 2014           |